# Warzone 2100
É um jogo open-source de computador híbrido, de estratégia em tempo real ou táticas em tempo real RTS, originalmente desenvolvido pela Pumpkin Studios e publicado pela Eidos Interactive. Ele foi lançado originalmente em 1999 para Microsoft Windows, PlayStation e agora também está disponível para MacOS, FreeBSD, AmigaOS 4, AROS, MorphOS, Linux e outros sistemas operacionais, tornando-se um jogo multiplataforma.
Enquanto o Warzone 2100 foi desenvolvido e lançado como um jogo de videogame comercial proprietário, em 6 de dezembro de 2004, o seu código-fonte e a maior parte de seus dados foi lançado sob a GNU General Public License versão 2, tendo o resto dos dados seguidos em 10 de Junho de 2008.

## Requisitos

### Requisitos Mínimos
Processador: 500 MHz 

Memória RAM: 256 MB

Vídeo: 16 MB

### Requisitos Recomendados
Processador: 800 MHz

Memória RAM: 512 MB

Vídeo: 32 MB

## Comandos
Botão esquerdo do mouse: 
-Seleciona as unidades ou designa ações escolhidas.

Botão direito do mouse: 
-Libera as unidades selecionadas ou abre a lista de comandos avançados.

Clique com o botão direito do mouse no mapa: 
-Centraliza a visão do jogador no local selecionado.

F1:abre a tela de manufatura de unidades.

F2: abre a tela de pesquisas.

F3: abre a tela de construções.

F4: abre a tela de "designs".

F10: captura imagens do jogo (screenshots).

B: centraliza o mapa no seu quartel general.

H: envia as unidades selecionadas de volta para o quartel general.

R: envia as unidades selecionadas de volta para reparos.

E: faz as unidades selecionadas responder aos ataques inimigos.

T: envia mensagens no modo multiplayer.

ESC: abre o menu do jogo.

CTRL + 1-0: cria um atalho para as unidades selecionadas.

1-0: seleciona grupos predefinidos de unidades.

## Enredo
No final do século XXI, as civilizações do mundo são aniquiladas por uma série de ataques nucleares, aparentemente causados por um mau funcionamento maciço do novo sistema de defesa estratégica da NASDA. Enquanto a maioria dos sobreviventes formam bandos de caçadores para sobreviver, o jogador é um membro de um grupo chamado "O Projeto", que é o mais organizado e busca reconstruir a civilização usando tecnologia pré-guerra.
O jogo começa com o grupo Projeto enviando três equipes (Alpha, Beta e Gamma) para reunir tecnologia que ajudaria na reconstrução. O jogador assume o comando do Time Alpha no Arizona. Ao reunir os referidos artefatos, o grupo acaba por evitar ataques de um grupo chamado Novo Paradigma, outra companhia de sobrevivência principal, que é mais avançada do que as forças do jogador. Mais tarde, entretanto, descobriu-se que um vírus de computador autoconsciente chamado "Nexus" está realmente controlando a organização Novo Paradigma.
Depois que o jogador derrota a organização Novo Paradigma, ele é atribuído ao Time Beta, que tem sua base em Chicago e sob ataque de uma facção chamada "Os Coletivos". Novamente, o jogador começa menos avançado do que os rivais e descobre que Nexus está controlando esta facção também. No final da campanha, o Nexus lança mísseis nucleares nas bases Alpha e Beta, levando o jogador a abandonar a instalação e passar para a base Gamma.
Ao chegar à base Gamma, o jogador é imediatamente emboscado pelas forças Gamma, que já foram tomadas por Nexus. Depois que o jogador sobrevive à emboscada e desenvolve contramedidas para a infecção "Nexus", o vírus assume o controle dos satélites restantes da NASDA e tenta destruir o jogador. No entanto, antes que ele possa ter sucesso, o Projeto captura uma base de mísseis NASDA e derruba as armas laser em órbita. No final, descobre-se que o cientista Dr. Reed, que foi banido pelas forças armadas dos EUA, se transformou no vírus Nexus e foi responsável pelo holocausto ao infiltrar-se nos sistemas NASDA. Neste ponto, os sobreviventes das bases Alpha e Beta chegam, e as três equipes do Projeto lançam um assalto em grande escala no Nexus. O Projeto destrói Nexus e pode começar a reconstruir a civilização.
No entanto, no final cinematográfico, um das bases restantes da NASDA é mostrada em contato com um objeto em órbita, enquanto a risada de Nexus pode ser ouvida.

## Jogabilidade
O jogo é totalmente 3D, baseado no motor gráfico iViS 3D Graphics desenvolvido por Sam Kerbeck da Eidos Interactive Ltd. O mundo do jogo é mapeado por uma grade. Veículos podem inclinar-se para atender terrenos montanhosos e projéteis podem ser realisticamente bloqueados por montanhas íngremes. A câmera está em movimento livre e pode aumentar e diminuir o zoom, girar e mover para cima ou para baixo enquanto navega no campo de batalha.
No jogo, as unidades dos diferentes grupos são pintadas de cores diferentes. Os grupos Novo Paradigma, Coletivo e o vírus Nexus são os inimigos do Projeto na campanha, e eles podem ser vistos atacando as forças do Projeto, bem como os Caçadores, sobreviventes da precipitação nuclear.
As unidades podem ser personalizadas de acordo com: chassis (que, por exemplo, leva em consideração peso e potência); sistema de propulsão (como rodas ou trilhos); e objeto montado (tal como uma arma, ou uma de várias ferramentas de apoio). Unidades podem ganhar experiência, fazendo com que aumentem o nível de classificações, desde Novato até Treinado e Profissional, por exemplo.
Warzone 2100 dá ênfase aos sensores e ao radar para detectar unidades e coordenar ataques terrestres e aéreos. Os sensores da contra-bateria detectam a artilharia inimiga através de seus projéteis e arcos de fogo e localizam sua posição para coordenar batidas da artilharia de encontro à artilharia inimiga. Os sensores VTOL (decolagem e aterrissagem vertical) funcionam como sensores básicos, apenas eles coordenam ataques aéreos VTOL. Os sensores de baterias de VTOL coordenam VTOLs para encontrar e destruir as baterias de artilharia inimiga.
Há uma ênfase na artilharia: embora muitas armas de combate direto, aproximado e armas antiaéreas possam ser pesquisadas e implantadas, a artilharia é a base de assalto em bases inimigas e postos avançados. Enquanto a árvore de tecnologia é claramente definida e consistente, ela nunca aparece no jogo e, portanto, o jogador pode ficar adivinhando a tecnologia que está próxima na árvore. A tecnologia pode ser adquirida pela coleta de artefatos deixados por certas estruturas ou unidades inimigas destruídas. A pesquisa é composta de avanços em grande parte pequenos e incrementais sobre armas existentes, armaduras e tipos de chassis.
Alguns estágios exigem que você alcance o objetivo dentro de um limite de tempo, enquanto outros, sem esses limites, costumam ser usados para reunir energia. Nas missões distantes, o jogador deve selecionar um grupo limitado de unidades para transportar para um território completamente afastado da base original.
Todo o terreno ao longo da campanha é essencialmente composto de três áreas, com diferentes setores para as missões distantes e outros estágios. Após a progressão, mapas anteriores simplesmente expandem-se e as bases originais do jogador de estágios passados são mantidas. Além disso, seu sistema de recursos é bastante diferente dos jogos de RTS convencionais: torres de óleos são estabelecidas em locais específicos e escassos e constantemente fornecem uma taxa lenta e fixa de renda (mas que pode ser aumentada com pesquisas no decorrer do jogo). Combinado com um limite de tempo de missão, este método de recursos torna inviável que os jogadores utilizem certas tácticas de RTS tradicionais como "turbilhão" (fortificando uma ou mais bases contra ataques inimigos, enquanto acumulam recursos para produzir um exército maciço).
No entanto, existem algumas missões ao longo do jogo que não têm um limite de tempo, e nessas missões é possível usar táticas RTS mais tradicionais para se preparar para missões cronometradas subseqüentes.

## História
Warzone 2100 foi originalmente desenvolvido pela Pivotal Games e publicado pela Eidos Interactive. Em 1999 foi lançado para Microsoft Windows e PlayStation. Depois de ter lançado o patch 1.10 final, em novembro de 1999, a Pivotal Games terminou seu suporte para o Warzone 2100, em 5 de janeiro de 2000. Em 15 de março de 2000, a Pumpkin Studios (antiga Pivotal Games) foi fechada pela Eidos Interactive.

### N.E.W.S.T
Formada em outubro de 1999, um grupo de terceiros, N.E.W.E.S.T., assumiu completamente o jogo. Em novembro de 2000, eles lançaram o patch não oficial 1.11. Tornou-se Pumpkin-2 em fevereiro de 2003.

### Direct Games
Um anticheating add-on foi desenvolvido para MPlayer.com para Warzone 2100 que levam o jogo ao topo anticheating Direct Games.

### Pumpkin-2
O suporte foi assumido por um grupo de fãs chamado Pumpkin-2, que criou um novo patch, com a numeração 1.12, lançado em julho de 2003. Este patch incluiu muitas melhorias novas, mais notavelmente a adição de minas terrestres. No entanto, o anfitrião de Pumpkin-2 retirou-se sem aviso, e Pumpkin-2 foi confinado aos fóruns de backup em Directgames. Os fóruns foram mais tarde movidos para Realtimestrategies.net.
Durante este tempo no entanto, Pumpkin-2 enviou uma petição para Eidos Interactive, o titular dos direitos autorais legais e detentor do código-fonte e conteúdo de arte, para tornar Warzone livre e open-source. Em 6 de dezembro de 2004, o código fonte Warzone foi carregado para o servidor FTP da Radiosity por Alex McLean. Além disso, grande parte do conteúdo artístico do jogo (ao lado dos filmes) foi colocado sob a licença GPLv2. Em 10 de junho de 2008 a licença do jogo foi esclarecida, solta e a distribuição de filmes e trilha sonora foi permitida.
Várias pessoas no Pumpkin-2 estavam trabalhando em fazer uma sequencia para Warzone 2100, denominara de Total Warzone. Um demo pré-alpha foi lançado nos fóruns "realtimestrategies.net". Desde a liberação do código-fonte para o Warzone 2100, a maioria (se não todos) os recursos de desenvolvimento que estavam presentes neste projeto foram movidos para o projeto de re-desenvolvimento Warzone.
O "Projeto de Re-Desenvolvimento Warzone" foi mais tarde renomeado para o "Projeto Warzone 2100 Ressurection", e depois para o "Projeto Warzone 2100".

### O Projeto Warzone 2100
Em 11 de junho de 2005, foi lançada a versão 0.1 do "Projeto Warzone 2100", com todas as tecnologias proprietárias substituídas por alternativas livres e de código aberto, com o resultado de que o jogo agora é executado no Microsoft Windows, MacOS, PlayStation, FreeBSD, AmigaOS.4, AROS, MorphOS e Linux. Após a versão 0.2.3, o esquema de numeração mudou, e a próxima versão tornou-se 2.0.3. A última versão estável é a 3.2.2, liberada em 4 de dezembro de 2016.
A versão lançamento 3.1 apresenta novas texturas, novas estruturas defensivas, equilíbrio de armas atualizado e um sistema multiplayer aprimorado.
Diorama, um gerador de mapas aleatórios, foi escrito de forma independente para a versão 2.2.0, podendo criar mapas para modo Skirmish e multiplayer. Diorama é atualmente conhecido apenas por rodar em Linux.

### Warzone 2100 Legacy
Em agosto de 2012, um grupo do The Warzone 2100 Project, originalmente chamado Warzone 2100 Secession, mas renomeado para Warzone Legacy, foi criado por alguns jogadores que achavam que a série 3.x estava indo na direção errada.
A primeira versão beta 1.0 do projeto, Beta 1, foi lançada em 23 de janeiro de 2013, com base no código base 3.1, Beta 11 do Projeto Warzone 2100.
Em 10 de maio, o desenvolvimento foi retomado, juntamente com o anúncio de que a versão 1.0 seria reescrita, usando 2.3.9 como a nova base de código, caindo suporte para a base de código 3.1, beta 11 e, portanto, todas as versões de testes anteriores.
Em 17 de julho de 2013, lançamentos estáveis da nova versão de código base denominado microwave_rebase tornaram-se disponíveis para sistemas Microsoft Windows e Linux, apresentando recursos como suporte a espectadores, protocolos de bate-papo aprimorados e suporte de mapa ímpar. O projeto fornece código-fonte e downloads executáveis do Windows. O suporte a macOS pode ser possível utilizando MacPorts para construir uma versão Darwin / X11 do jogo, mas não é suportado pelo projeto.
Em maio de 2014, o desenvolvedor principal anunciou que o Legacy não será mais empurrado como um concorrente para a Warzone 2100.

### Outros Projetos
Existem outros projetos comunitários disponíveis, embora a maioria tenha sido abandonada ou não esteja em desenvolvimento ativo.
Um dos projetos ativos mais notáveis é o Warzone 2100 Redemption, com o objetivo de transferir o mecanismo de volta para o DirectX tal como estava com o lançamento de original comercial, mantendo o suporte OpenGL para suporte a plataformas cruzadas.

### Financiamento Colaborativo para iPad
Em novembro de 2014, um desenvolvedor começou uma campanha de financiamento colaborativo Indiegogo para financiar a portabilidade do WZ para iPad e iPhone, apesar da incompatibilidade da licença GNU GPL da Warzone com a Apple App Store.

## Recepção
Warzone 2100 foi geralmente bem recebido entre os revisores, com a versão PC recebendo uma média de 81% e a versão PlayStation uma média de 76% no ranking de jogos.
GameSpot deu à versão PlayStation um nota 6.5, e a versão para PC um nota 7.6. GameSpot elogiou o jogo por seu alto nível de customização e concluiu: "O mecanismo 3D altamente navegável da Warzone 2100, estrutura de campanha exclusiva e jogabilidade multiplayer deve agradar a maioria dos fãs de RTS estratégia em tempo real".
O IGN compartilhou sentimentos semelhantes, classificando a versão PC com nata 8.0 e a versão para PlayStation nota 7.5. O IGN elogiou a versão PlayStation por ser um dos poucos jogos RTS no sistema: "No final a estranha verdade é que Warzone 2100 é um dos melhores RTS no sistema." Em sua revisão PC, o autor expressou decepção com a falta de inovação, mas elogiou, no entanto: "Principalmente tudo se resume a tomar grandes ideias encontradas em outros títulos RTS e combiná-los tudo em um e a Pumpkin Studios fez um trabalho fantástico com essa tarefa e certamente vale a pena jogar de todas as formas possíveis.
Entre 2009 e março de 2017, Warzone 2100 foi baixado via Sourceforge cerca 3,1 milhões de vezes